# Gran Premio motociclistico delle Americhe 2025
Il Gran Premio motociclistico delle Americhe 2025 è stata la terza prova dell'edizione 2025 del Motomondiale. Le gare si sono corse domenica 30 marzo 2025 al Circuito delle Americhe e le vittorie nelle quattro classi sono andate a: Marc Márquez nella Sprint e Francesco Bagnaia nella gara della MotoGP, Jake Dixon in Moto2 e José Antonio Rueda in Moto3.

## Vigilia
Il Gran Premio rappresenta il terzo appuntamento della stagione a distanza di due settimane dal Gran Premio d'Argentina, seconda gara del campionato. Si tratta dell'unica gara presente nel calendario a svolgersi in America del Nord. Il Gran Premio delle Americhe è l'ultima delle tre prove totali calendarizzate nel mese di marzo. Per la settima volta la corsa caratterizzò la terza gara del campionato. Sponsor del Gran Premio, come per tutte le precedenti edizioni fatta eccezione per quella del 2013, è la bevanda energetica Austriaca Red Bull.
Il Gran Premio, arrivato al suo dodicesimo appuntamento, vide la sua edizione inaugurale nel 2013 al Circuito delle Americhe, in quella stagione rappresentò uno dei tre appuntamenti tenuti negli Stati Uniti d'America, oltre al Gran Premio degli Stati Uniti d'America ed al Gran Premio di Indianapolis, e dalla stagione successiva andò a sostituire il Gran Premio degli Stati Uniti d'America, svolto presso il Circuito di Laguna Seca solamente dai prototipi della MotoGP. L'edizione del 2020 fu cancellata a causa della pandemia di COVID-19.
Il pilota spagnolo della Ducati, Marc Márquez è il più vincente nel Gran Premio delle Americhe, con sette successi. Márquez detiene anche il maggior numero di pole position nella storia dell'evento, essendo partito dalla prima casella in ben sette occasioni. L'evento fu sede di molte prime vittorie come nel caso di Marc Márquez, in MotoGP nel 2013 diventando il più giovane pilota a riuscirci, sempre nell'edizione inaugurale ottenne la prima vittoria in carriera anche Álex Rins, che si ripeté anche nel 2016, 2019 e 2023, in quest'ultimo caso consegnando fino a questo momento l'ultima vittoria per la Honda nella classe regina. Nel 2015 fu il turno, in Moto2, di Sam Lowes che trovò il primo successo in carriera, mentre in Moto3 ottennero qui la loro prima vittoria: Izan Guevara nel 2021 ed Iván Ortolá nel 2023.
Dopo non aver preso parte ai primi due appuntamenti stagionali, il Campione del Mondo in carica della MotoGP Jorge Martín non prende parte nemmeno a questo evento a causa di un infortunio occorso durante una sessione di allenamento che comportò una frattura complessa del radio, di alcune ossa carpali e una frattura calcaneare omolaterale. Al suo posto, Aprilia Racing schiera nuovamente il collaudatore Lorenzo Savadori, già sceso nelle prime due gare stagionali. Fermo per via di un infortunio anche Miguel Oliveira dopo essere caduto nella Sprint dello scorso appuntamento e, nonostante non abbia riportato fratture, gli esami hanno confermato contusione sternoclavicolare e un vasto ematoma. Viene sostituito in Pramac Racing da Augusto Fernández, Campione del Mondo Moto2 nel 2022, ed in forza in MotoGP a tempo pieno fino alla scorsa stagione e dal 2025 tester in Yamaha Racing. Nella classe cadetta, ancora fermo ai box Sergio García per via di un'operazione al quarto metacarpo della mano destra al seguito di una frattura avvenuta nell'ultima giornata di test, venendo sostituito anche in questa occasione da Óscar Gutiérrez. Anche Darryn Binder è costretto a fermarsi dopo essere caduto nelle qualifiche venendo dichiarato unfit per la gara. In Moto3, debutta con Aspar Team lo spagnolo Máximo Quiles, mentre scende ancora in pista Jakob Rosenthaler questa volta con GRYD - MLav Racing in sostituzione di Marcos Uriarte, infortunatosi nella scorsa gara. In casa CIP Green Power, viene confermato lo spagnolo Adrián Cruces che sostituisce l'elvetico Noah Dettwiler, infortunatosi nei test pre-stagionali di Jerez. Infine, torna in sella l'australiano Jacob Roulstone nel team Red Bull KTM Tech3 dopo aver saltato i primi due appuntamenti per un infortunio occorso mentre si allenava a Jerez, riportando la frattura della vertebra C3 del collo.

## MotoGP

### Prove
Il fine settimana inizia sotto la pioggia con Franco Morbidelli che segna il miglior tempo nella prima sessione di prove libere del venerdì mattina davanti di soli 83 millesimi a Jack Miller e 249 millesimi su Marc Márquez. Il pilota spagnolo torna in cattedra nella sessione di pre-qualifiche, svoltasi in condizioni di pista asciutta, facendo segnare il miglior tempo davanti di ben 736 millesimi a Fabio Di Giannantonio e di 837 millesimi a Morbidelli, con Francesco Bagnaia che chiude in decima posizione qualificandosi per il Q2. Nella seconda sessione di prove libere del sabato mattina, è sempre Marc Márquez a registrare il miglior tempo davanti al fratello Álex Márquez per 440 millesimi con Maverick Viñales a 543 millesimi di distanza.

### Qualifiche
Nella prima fase delle qualifiche, passano il taglio Luca Marini e Fabio Quartararo che chiude davanti a Marco Bezzecchi, costretto a partire tredicesimo, mentre è diciassettesimo Enea Bastianini con Lorenzo Savadori ventiduesimo. Nella seconda fase è ancora Marc Márquez a prendersi la pole position, la terza consecutiva e stagionale, davanti ad un eccezionale Fabio Di Giannantonio che chiude secondo a 101 millesimi di distanza, con Álex Márquez che chiude terzo a 360 millesimi, seguito da Pedro Acosta in quarta posizione davanti a Franco Morbidelli e Francesco Bagnaia che completano la seconda fila con subito dietro Marini che mette la sua Honda RC213V in settima posizione. Di seguito i risultati delle qualifiche:
| Pos. | Nº | Pilota                | Squadra                      | Tempo     | Tempo    |
| Pos. | Nº | Pilota                | Squadra                      | Q1        | Q2       |
| ---- | -- | --------------------- | ---------------------------- | --------- | -------- |
| 1    | 93 | Marc Márquez          | Ducati Lenovo Team           | Già in Q2 | 2'01.088 |
| 2    | 49 | Fabio Di Giannantonio | Pertamina Enduro VR46 Racing | Già in Q2 | 2'01.189 |
| 3    | 73 | Álex Márquez          | BK8 Gresini Racing           | Già in Q2 | 2'01.448 |
| 4    | 37 | Pedro Acosta          | Red Bull KTM Factory Racing  | Già in Q2 | 2'01.504 |
| 5    | 21 | Franco Morbidelli     | Pertamina Enduro VR46 Racing | Già in Q2 | 2'01.529 |
| 6    | 63 | Francesco Bagnaia     | Ducati Lenovo Team           | Già in Q2 | 2'01.611 |
| 7    | 10 | Luca Marini           | Honda HRC Castrol            | 2'02.001  | 2'01.737 |
| 8    | 36 | Joan Mir              | Honda HRC Castrol            | Già in Q2 | 2'02.008 |
| 9    | 43 | Jack Miller           | Prima Pramac Racing Yamaha   | Già in Q2 | 2'02.008 |
| 10   | 12 | Maverick Viñales      | Red Bull KTM Tech3           | Già in Q2 | 2'02.019 |
| 11   | 20 | Fabio Quartararo      | Monster Energy Yamaha        | 2'02.113  | 2'02.032 |
| 12   | 54 | Fermín Aldeguer       | BK8 Gresini Racing           | Già in Q2 | 2'02.419 |
| 13   | 72 | Marco Bezzecchi       | Aprilia Racing               | 2'02.195  | N.D.     |
| 14   | 42 | Álex Rins             | Monster Energy Yamaha        | 2'02.500  | N.D.     |
| 15   | 5  | Johann Zarco          | Castrol Honda LCR            | 2'02.636  | N.D.     |
| 16   | 33 | Brad Binder           | Red Bull KTM Factory Racing  | 2'02.637  | N.D.     |
| 17   | 23 | Enea Bastianini       | Red Bull KTM Tech3           | 2'02.868  | N.D.     |
| 18   | 79 | Ai Ogura              | Trackhouse Racing            | 2'02.909  | N.D.     |
| 19   | 25 | Raúl Fernández        | Trackhouse Racing            | 2'02.957  | N.D.     |
| 20   | 7  | Augusto Fernández     | Prima Pramac Racing Yamaha   | 2'03.805  | N.D.     |
| 21   | 35 | Somkiat Chantra       | Idemitsu Honda LCR           | 2'03.909  | N.D.     |
| 22   | 32 | Lorenzo Savadori      | Aprilia Racing               | 2'04.254  | N.D.     |

### Sprint
Allo spegnimento dei semafori, Francesco Bagnaia si porta in testa ma la sua prima posizione dura ben poco venendo superato prima da Marc e poi da Álex Márquez con questo ordine che non cambierà fino alla bandiera a scacchi con lo spagnolo della Ducati che vince la sua terza Sprint stagionale davanti al fratello e a Bagnaia, che ripetono così per la terza volta consecutiva il podio della gara del sabato. Quarta e quinta posizione per la coppia di piloti VR46 Racing con Fabio Di Giannantonio seguito da Franco Morbidelli. Sesta posizione per Fabio Quartararo davanti a Pedro Acosta, con Luca Marini che chiude ottavo tornando a conquistare punti al sabato dopo oltre sedici mesi dall'ultima volta. Chiude la zona punti Ai Ogura in nona posizione. Di seguito i risultati della gara Sprint:

#### Arrivati al traguardo
| Pos | Nº | Pilota                | Squadra                      | Motocicletta       | Giri | Tempo     | Griglia | Punti |
| --- | -- | --------------------- | ---------------------------- | ------------------ | ---- | --------- | ------- | ----- |
| 1°  | 93 | Marc Márquez          | Ducati Lenovo Team           | Ducati Desmosedici | 10   | 20'29"509 | 1º      | 12    |
| 2°  | 73 | Álex Márquez          | BK8 Gresini Racing           | Ducati Desmosedici | 10   | +0.795    | 3º      | 9     |
| 3°  | 63 | Francesco Bagnaia     | Ducati Lenovo Team           | Ducati Desmosedici | 10   | +1.918    | 6º      | 7     |
| 4°  | 49 | Fabio Di Giannantonio | Pertamina Enduro VR46 Racing | Ducati Desmosedici | 10   | +8.536    | 2º      | 6     |
| 5°  | 21 | Franco Morbidelli     | Pertamina Enduro VR46 Racing | Ducati Desmosedici | 10   | +9.685    | 5º      | 5     |
| 6°  | 20 | Fabio Quartararo      | Monster Energy Yamaha        | Yamaha YZR-M1      | 10   | +10.676   | 11º     | 4     |
| 7°  | 37 | Pedro Acosta          | Red Bull KTM Factory Racing  | KTM RC16           | 10   | +12.049   | 4º      | 3     |
| 8°  | 10 | Luca Marini           | Honda HRC Castrol            | Honda RC213V       | 10   | +13.588   | 7º      | 2     |
| 9°  | 79 | Ai Ogura              | Trackhouse Racing            | Aprilia RS-GP      | 10   | +13.752   | 18º     | 1     |
| 10° | 72 | Marco Bezzecchi       | Aprilia Racing               | Aprilia RS-GP      | 10   | +14.584   | 13º     |       |
| 11° | 54 | Fermín Aldeguer       | BK8 Gresini Racing           | Ducati Desmosedici | 10   | +14.754   | 12º     |       |
| 12° | 33 | Brad Binder           | Red Bull KTM Factory Racing  | KTM RC16           | 10   | +14.908   | 16º     |       |
| 13° | 23 | Enea Bastianini       | Red Bull KTM Tech3           | Honda RC213V       | 10   | +16.009   | 17º     |       |
| 14° | 43 | Jack Miller           | Prima Pramac Racing Yamaha   | Yamaha YZR-M1      | 10   | +16.182   | 9º      |       |
| 15° | 42 | Álex Rins             | Monster Energy Yamaha        | Yamaha YZR-M1      | 10   | +18.181   | 14º     |       |
| 16° | 5  | Johann Zarco          | Castrol Honda LCR            | Honda RC213V       | 10   | +18.625   | 15º     |       |
| 17° | 25 | Raúl Fernández        | Trackhouse Racing            | Aprilia RS-GP      | 10   | +21.666   | 19º     |       |
| 18° | 7  | Augusto Fernández     | Prima Pramac Racing Yamaha   | Yamaha YZR-M1      | 10   | +29.061   | 20º     |       |
| 19° | 35 | Somkiat Chantra       | Idemitsu Honda LCR           | Honda RC213V       | 10   | +33.622   | 21º     |       |
| 20° | 32 | Lorenzo Savadori      | Aprilia Racing               | Aprilia RS-GP      | 10   | +37.989   | 22º     |       |

#### Ritirati
| Nº | Pilota           | Squadra            | Motocicletta | Giri | Griglia |
| -- | ---------------- | ------------------ | ------------ | ---- | ------- |
| 12 | Maverick Viñales | Red Bull KTM Tech3 | KTM RC16     | 7    | 10º     |
| 36 | Joan Mir         | Honda HRC Castrol  | Honda RC213V | 5    | 8º      |

### Gara
Anche nella classe regina regna il caos prima della partenza, con la gara che viene dichiarata bagnata, Fabio Quartararo che cade durante il sighting lap ma la pista si asciuga e ad un minuto dalla partenza il direttore di gara Mike Webb consente ai piloti di tornare in pitlane per cambiare le loro moto e montare gomme da asciutto posticipando la partenza di quindici minuti e con una nuova distanza di 19 giri.
La gara viene dominata fino al nono giro da Marc Márquez che entra troppo aggressivamente su un cordolo cadendo e dovendosi ritirare. Lo spagnolo lascia la prima posizione a Francesco Bagnaia che domina poi la gara tornando alla vittoria, la trentesima in MotoGP, davanti ad Álex Márquez che conquista il secondo posto per la terza volta su tre gare (sei volte su sei contando anche le Sprint) e portandosi per la prima volta in carriera in testa alla Classifica Piloti di MotoGP, sorpassando il fratello di un solo punto. Torna sul podio, per la prima volta dal Gran Premio del Qatar 2023, e a soli cinquantatré giorni dall'operazione, Fabio Di Giannantonio che chiude terzo. Quarta posizione per il suo compagno di squadra Franco Morbidelli davanti ad un ottimo Jack Miller in quinta posizione. Sesto al traguardo Marco Bezzecchi seguito da Enea Bastianini, ancora una volta in rimonta. Ottava posizione per Luca Marini, tornando nei primi dieci per la prima volta dal Gran Premio della Comunità Valenciana 2023, seguito da Ai Ogura nono e Quartararo, con il miglior risultato stagionale in decima posizione. Undicesimo il suo compagno di squadra Álex Rins davanti a Raúl Fernández. Tredicesimo posto, qui chiamato a sostituire Oliveira, per Augusto Fernández che porta a casa tre punti seguito da Maverick Viñales al suo 250° Gran Premio in carriera. Chiude la zona punti Lorenzo Savadori in quindicesima posizione, conquistando un punto che gli mancava da oltre sedici mesi. Di seguito i risultati della gara:

#### Arrivati al traguardo
| Pos | Nº | Pilota                | Squadra                      | Motocicletta       | Giri | Tempo     | Griglia | Punti |
| --- | -- | --------------------- | ---------------------------- | ------------------ | ---- | --------- | ------- | ----- |
| 1°  | 63 | Francesco Bagnaia     | Ducati Lenovo Team           | Ducati Desmosedici | 19   | 39'00"191 | 6º      | 25    |
| 2°  | 73 | Álex Márquez          | BK8 Gresini Racing           | Ducati Desmosedici | 19   | +2.089    | 3º      | 20    |
| 3°  | 49 | Fabio Di Giannantonio | Pertamina Enduro VR46 Racing | Ducati Desmosedici | 19   | +3.594    | 2º      | 16    |
| 4°  | 21 | Franco Morbidelli     | Pertamina Enduro VR46 Racing | Ducati Desmosedici | 19   | +10.732   | 5º      | 13    |
| 5°  | 43 | Jack Miller           | Prima Pramac Racing Yamaha   | Yamaha YZR-M1      | 19   | +11.857   | 9º      | 11    |
| 6°  | 72 | Marco Bezzecchi       | Aprilia Racing               | Aprilia RS-GP      | 19   | +12.238   | 13º     | 10    |
| 7°  | 23 | Enea Bastianini       | Red Bull KTM Tech3           | KTM RC16           | 19   | +12.815   | 18º     | 9     |
| 8°  | 10 | Luca Marini           | 'Honda HRC Castrol'          | Honda RC213V       | 19   | +15.646   | 7º      | 8     |
| 9°  | 79 | Ai Ogura              | Trackhouse Racing            | Aprilia RS-GP      | 19   | +16.344   | 18º     | 7     |
| 10° | 20 | Fabio Quartararo      | Monster Energy Yamaha        | Yamaha YZR-M1      | 19   | +18.255   | 11º     | 6     |
| 11° | 42 | Álex Rins             | Monster Energy Yamaha        | Yamaha YZR-M1      | 19   | +24.256   | 14º     | 5     |
| 12° | 25 | Raúl Fernández        | Trackhouse Racing            | Aprilia RS-GP      | 19   | +27.938   | 19º     | 4     |
| 13° | 7  | Augusto Fernández     | Prima Pramac Racing Yamaha   | Yamaha YZR-M1      | 19   | +35.740   | 20º     | 3     |
| 14° | 12 | Maverick Viñales      | Red Bull KTM Tech3           | KTM RC16           | 19   | +42.274   | 10º     | 2     |
| 15° | 32 | Lorenzo Savadori      | Aprilia Racing               | Aprilia RS-GP      | 19   | +46.397   | 22º     | 1     |
| 16° | 35 | Somkiat Chantra       | Idemitsu Honda LCR           | Honda RC213V       | 19   | +63.601   | 21º     |       |
| 17° | 5  | Johann Zarco          | Castrol Honda LCR            | Honda RC213V       | 17   | +2 giri   | 15º     |       |

#### Ritirati
| Nº | Pilota          | Squadra                     | Motocicletta       | Giri | Griglia |
| -- | --------------- | --------------------------- | ------------------ | ---- | ------- |
| 54 | Fermín Aldeguer | BK8 Gresini Racing          | Ducati Desmosedici | 16   | 12º     |
| 33 | Brad Binder     | Red Bull KTM Factory Racing | KTM RC16           | 12   | 16º     |
| 93 | Marc Márquez    | Ducati Lenovo Team          | Ducati Desmosedici | 12   | 1º      |
| 36 | Joan Mir        | Honda HRC Castrol           | Honda RC213V       | 11   | 8º      |
| 37 | Pedro Acosta    | Red Bull KTM Factory Racing | KTM RC16           | 10   | 4º      |

## Moto2

### Prove
Anche il venerdì della classe cadetta è caratterizzato dalla pioggia: Jake Dixon segna il miglior tempo nella prima sessione di prove libere con oltre un secondo di vantaggio su Joe Roberts secondo, ancora a corto di punti, e Deniz Öncü che chiude in terza posizione. Il britannico conferma il suo stato di forma tagliando il traguardo come pilota più veloce anche nella sessione di pre-qualifiche che lo vede in testa per 604 millesimi su Tony Arbolino, miglior italiano in seconda posizione, ed Alonso López che chiude terzo a 914 millesimi, mentre è quinto Celestino Vietti che riesce così a qualificarsi per il Q2. Il britannico di Elf Marc VDS Racing segna il miglior tempo anche nella seconda ed ultima sessione di prove libere davanti al compagno di squadra Filip Salač a 329 millesimi e di 372 millesimi davanti ad Arón Canet.

### Qualifiche
Dalla Q1 passano nell'ordine: il leader del campionato Manuel González, David Alonso, Filip Salač e Deniz Öncü. Nel Q2 la pole position va per la settima volta in carriera a Jake Dixon, la prima stagionale, davanti per 250 millesimi a González e per 295 millesimi a Barry Baltus che completa la prima fila. Ottima quarta posizione per Zonta van den Goorbergh seguito da Arón Canet mentre Tony Arbolino chiude in decima posizione con Celestino Vietti che parte diciottesimo; a seguire i risultati dei primi cinque classificati:
| Pos | Nº | Pilota                  | Team                          | Tempo    |
| --- | -- | ----------------------- | ----------------------------- | -------- |
| 1   | 96 | Jake Dixon              | Elf Marc VDS Racing           | 2'07.432 |
| 2   | 18 | Manuel González         | Liqui Moly Dynavolt Intact GP | 2'07.682 |
| 3   | 7  | Barry Baltus            | Fantic Racing Lino Sonego     | 2'07.727 |
| 4   | 84 | Zonta van den Goorbergh | RW-Idrofoglia Racing GP       | 2'07.790 |
| 5   | 44 | Arón Canet              | Fantic Racing Lino Sonego     | 2'07.086 |

### Gara
Prima dell'inizio della gara le condizioni meteorologiche sono molto incerte: dopo la gara della Moto3 ha iniziato a piovere con i piloti che optano per montare le gomme da bagnato ma Diogo Moreira, il leader in classifica Manuel González, il suo compagno di squadra Senna Agius, Albert Arenas e Joe Roberts, nella sua gara di casa, azzardano scegliendo di montare le gomme da asciutto, scelta che però non pagherà venendo tutti doppiati di un giro, con la pista che andrà ad asciugarsi solamente nel finale, il giro veloce viene segnato infatti da González all'ultimo giro.
La corsa sul bagnato viene dominata da Jake Dixon che conquista la sua seconda vittoria consecutiva, la sesta in carriera portandosi in testa alla Classifica Piloti, davanti di oltre quattro secondi a Tony Arbolino che conquista il suo primo podio stagionale così come Alonso López, a dodici secondi dal britannico, che occupa il terzo posto andando a completare un podio tutto Boscoscuro per la prima volta nella storia. A quasi trenta secondi di distanza c'è Arón Canet in quarta posizione seguito da Izan Guevara ed Iván Ortolá, ai primi punti nella categoria. Arrivo al fotofinish per Barry Baltus e Daniel Holgado con il belga che si prende la settima posizione davanti al rookie spagnolo, seguiti dall'indonesiano Mario Aji in nona posizione e al miglior risultato in carriera. Primi punti in Moto2 per Collin Veijer che chiude decimo davanti a Marcos Ramírez ed Óscar Gutiérrez che da pilota sostituto chiude dodicesimo, conquistando i primi punti in Moto2. Tredicesima posizione per Zonta van den Goorbergh seguito a ruota da David Alonso, che conquista i suoi primi punti, ed Álex Escrig che chiude quindicesimo ed in zona punti per la seconda volta consecutiva. Di seguito i risultati della gara:

#### Arrivati al traguardo
| Pos | Nº | Pilota                  | Squadra                             | Motocicletta | Giri | Tempo     | Griglia | Punti |
| --- | -- | ----------------------- | ----------------------------------- | ------------ | ---- | --------- | ------- | ----- |
| 1°  | 96 | Jake Dixon              | Elf Marc VDS Racing                 | B-25         | 16   | 37'24"220 | 1º      | 25    |
| 2°  | 14 | Tony Arbolino           | BLU CRU Pramac Yamaha Moto2         | B-25         | 16   | +4.148    | 7º      | 20    |
| 3°  | 21 | Alonso López            | Team HDR Heidrun                    | B-25         | 16   | +12.685   | 11º     | 16    |
| 4°  | 44 | Arón Canet              | Fantic Racing Lino Sonego           | Kalex        | 16   | +28.375   | 5º      | 13    |
| 5°  | 28 | Izan Guevara            | BLU CRU Pramac Yamaha Moto2         | B-25         | 16   | +30.290   | 26º     | 11    |
| 6°  | 4  | Iván Ortolá             | QJ Motor - Frinsa - MSi             | B-25         | 16   | +31.916   | 23º     | 10    |
| 7°  | 7  | Barry Baltus            | Fantic Racing Lino Sonego           | Kalex        | 16   | +32.640   | 3º      | 9     |
| 8°  | 27 | Daniel Holgado          | CFMoto Power Electronics Aspar Team | Kalex        | 16   | +32.685   | 13º     | 8     |
| 9°  | 64 | Mario Aji               | Idemitsu Honda Team Asia            | Kalex        | 16   | +33.466   | 12º     | 7     |
| 10° | 95 | Collin Veijer           | Red Bull KTM Ajo                    | Kalex        | 16   | +35.429   | 25º     | 6     |
| 11° | 24 | Marcos Ramírez          | OnlyFans American Racing Team       | Kalex        | 16   | +36.724   | 8º      | 5     |
| 12° | 66 | Óscar Gutiérrez         | QJ Motor - Frinsa - MSi             | B-25         | 16   | +39.976   | 16º     | 4     |
| 13° | 84 | Zonta van den Goorbergh | RW-Idrofoglia Racing GP             | Kalex        | 16   | +43.089   | 4º      | 3     |
| 14° | 80 | David Alonso            | CFMoto Power Electronics Aspar Team | Kalex        | 16   | +43.139   | 6º      | 2     |
| 15° | 11 | Álex Escrig             | Klint Forward Factory Team          | Forward      | 16   | +44.390   | 14º     | 1     |
| 16° | 99 | Adrián Huertas          | Italtrans Racing                    | Kalex        | 16   | +53.346   | 27º     |       |
| 17° | 92 | Yūki Kunii              | Idemitsu Honda Team Asia            | Kalex        | 16   | +55.195   | 17º     |       |
| 18° | 9  | Jorge Navarro           | Klint Forward Factory Team          | Forward      | 16   | +61.164   | 22º     |       |
| 19° | 71 | Ayumu Sasaki            | RW-Idrofoglia Racing GP             | Kalex        | 16   | +72.118   | 24º     |       |
| 20° | 13 | Celestino Vietti        | Team HDR Heidrun                    | B-25         | 16   | +121.393  | 18º     |       |
| 21° | 10 | Diogo Moreira           | Italtrans Racing                    | Kalex        | 15   | +1 giro   | 21º     |       |
| 22° | 18 | Manuel González         | Liqui Moly Dynavolt Intact GP       | Kalex        | 15   | +1 giro   | 2º      |       |
| 23° | 81 | Senna Agius             | Liqui Moly Dynavolt Intact GP       | Kalex        | 15   | +1 giro   | 15º     |       |
| 24° | 75 | Albert Arenas           | Italjet Gresini Moto2               | Kalex        | 15   | +1 giro   | 20º     |       |
| 25° | 16 | Joe Roberts             | OnlyFans American Racing Team       | Kalex        | 15   | +1 giro   | 19º     |       |

#### Ritirati
| Nº | Pilota      | Squadra             | Motocicletta | Giri | Griglia |
| -- | ----------- | ------------------- | ------------ | ---- | ------- |
| 53 | Deniz Öncü  | Red Bull KTM Ajo    | Kalex        | 12   | 10º     |
| 12 | Filip Salač | Elf Marc VDS Racing | B-25         | 5    | 9º      |

## Moto3

### Prove
La prima sessione di prove libere del venerdì mattina è caratterizzata dalla pioggia, con la pista che si velocizza sempre di più e sul finale è Ángel Piqueras a far segnare il miglior tempo davanti per ben 809 millesimi ad José Antonio Rueda e 871 millesimi davanti a Matteo Bertelle. Anche nella sessione di pre-qualifiche è presente la pioggia con Bertelle che segna il miglior tempo di 477 millesimi davanti a Máximo Quiles, al debutto nel Motomondiale, e 655 millesimi davanti a Scott Ogden, sempre veloce in condizioni di pista umida, mentre si qualificano anche Riccardo Rossi e Luca Lunetta rispettivamente in nona e tredicesima posizione. Il pilota italiano del team LevelUp - MTA si conferma il più veloce anche nella seconda sessione del sabato mattina, questa volta in condizioni di pista asciutta, davanti di 281 millesimi a Piqueras e 523 millesimi davanti a Joel Kelso.

### Qualifiche
In Q1 si qualificano per la fase successiva tre italiani su quattro, nell'ordine: Guido Pini, Dennis Foggia e Stefano Nepa oltre all'australiano Joel Kelso. In Q2, David Muñoz riesce a conquistare la pole position, la seconda in carriera, all'ultimo giro veloce seguito a 110 millesimi di distanza da Máximo Quiles che conquista al debutto la prima fila. Prima fila che viene completata da Joel Kelso in terza posizione a 124 millesimi. Quarta posizione per José Antonio Rueda davanti a Foggia, miglior italiano, che si piazza in quinta posizione. Subito dietro al pilota romano c'è Luca Lunetta che chiude sesto, mentre il compagno di box Nepa è ottavo, Matteo Bertelle è decimo con Pini dodicesimo. Quattordicesimo chiude Riccardo Rossi mentre il compagno Nicola Carraro parte dalla ventesima posizione; a seguire i risultati dei primi cinque classificati:
| Pos | Nº | Pilota             | Team                          | Tempo    |
| --- | -- | ------------------ | ----------------------------- | -------- |
| 1   | 64 | David Muñoz        | Liqui Moly Dynavolt Intact GP | 2'14.422 |
| 2   | 28 | Máximo Quiles      | CFMoto Valresa Aspar Team     | 2'14.532 |
| 3   | 66 | Joel Kelso         | LevelUp - MTA                 | 2'14.546 |
| 4   | 99 | José Antonio Rueda | Red Bull KTM Ajo              | 2'14.588 |
| 5   | 71 | Dennis Foggia      | CFMoto Valresa Aspar Team     | 2'14.738 |

### Gara
La gara viene dominata da José Antonio Rueda che si porta in testa dopo pochi giri e vince per la terza volta in carriera, davanti di oltre due secondi a Joel Kelso in seconda posizione seguito da Matteo Bertelle che completa la doppietta sul podio per il team LevelUp - MTA e conquista il primo podio in carriera nel Motomondiale. Staccati ad un secondo di distanza ci sono Ángel Piqueras che chiude quarto davanti al debuttante Máximo Quiles, dopo un'ottima prova che lo ha visto anche in testa sporadicamente. Sesta posizione per Álvaro Carpe, anche lui in lotta per il quarto posto fino a pochi giri dalla fine. Staccato di ben quattordici secondi da Carpe, c'è Dennis Foggia che chiude in settima posizione davanti ad Adrián Cruces che da sostituto va per la terza volta consecutiva a punti e per la prima volta tra i primi dieci. Attaccati allo spagnolo ci sono Taiyō Furusato e Cormac Buchanan, anche lui per la prima volta nella Top Ten. Primi punti in carriera per Guido Pini che taglia il traguardo in undicesima posizione, al contrario del compagno di squadra e poleman David Muñoz che cade per la terza volta su tre rimanendo ancora a secco di punti in classifica. Dodicesima posizione per Adrián Fernández, qualificatosi nono ma partito dal fondo della griglia per dei problemi sulla sua moto prima del via facendo anche jump start al via e dovendo fare un doppio long lap penalty, seguito dal compagno David Almansa. Chiudono la zona punti Jacob Roulstone, al rientro, e Nicola Carraro in quindicesima posizione. Di seguito i risultati della gara:

#### Arrivati al traguardo
| Pos | Nº | Pilota             | Squadra                       | Motocicletta  | Giri | Tempo     | Griglia | Punti |
| --- | -- | ------------------ | ----------------------------- | ------------- | ---- | --------- | ------- | ----- |
| 1°  | 99 | José Antonio Rueda | Red Bull KTM Ajo              | KTM RC 250 GP | 14   | 31'23"456 | 4º      | 25    |
| 2°  | 66 | Joel Kelso         | LevelUp - MTA                 | KTM RC 250 GP | 14   | +2.399    | 3º      | 20    |
| 3°  | 18 | Matteo Bertelle    | LevelUp - MTA                 | KTM RC 250 GP | 14   | +4.200    | 10º     | 16    |
| 4°  | 36 | Ángel Piqueras     | Frinsa - MT Helmets - MSi     | KTM RC 250 GP | 14   | +5.345    | 11º     | 13    |
| 5°  | 28 | Máximo Quiles      | CFMoto Valresa Aspar Team     | KTM RC 250 GP | 14   | +5.522    | 2º      | 11    |
| 6°  | 83 | Álvaro Carpe       | Red Bull KTM Ajo              | KTM RC 250 GP | 14   | +7.309    | 7º      | 10    |
| 7°  | 71 | Dennis Foggia      | CFMoto Gaviota Aspar Team     | KTM RC 250 GP | 14   | +21.815   | 5º      | 9     |
| 8°  | 11 | Adrián Cruces      | CIP Green Power               | KTM RC 250 GP | 14   | +22.069   | 16º     | 8     |
| 9°  | 72 | Taiyō Furusato     | Honda Team Asia               | KTM RC 250 GP | 14   | +22.251   | 17º     | 7     |
| 10° | 14 | Cormac Buchanan    | Denssi Racing - BOE           | KTM RC 250 GP | 14   | +22.459   | 15º     | 6     |
| 11° | 94 | Guido Pini         | Liqui Moly Dynavolt Intact GP | KTM RC 250 GP | 14   | +22.558   | 12º     | 5     |
| 12° | 31 | Adrián Fernández   | Leopard Racing                | Honda NSF250R | 14   | +24.189   | 26º     | 4     |
| 13° | 22 | David Almansa      | Leopard Racing                | Honda NSF250R | 14   | +24.919   | 18º     | 3     |
| 14° | 12 | Jacob Roulstone    | Red Bull KTM Tech3            | KTM RC 250 GP | 14   | +25.592   | 23º     | 2     |
| 15° | 10 | Nicola Carraro     | Rivacold Snipers Team         | Honda NSF250R | 14   | +26.786   | 20º     | 1     |
| 16° | 21 | Ruche Moodley      | Denssi Racing - BOE           | KTM RC 250 GP | 14   | +26.966   | 22º     |       |
| 17° | 8  | Eddie O'Shea       | GRYD - MLav Racing            | KTM RC 250 GP | 14   | +31.800   | 24º     |       |
| 18° | 34 | Jakob Rosenthaler  | GRYD - MLav Racing            | KTM RC 250 GP | 14   | +57.135   | 25º     |       |
| 19° | 6  | Ryūsei Yamanaka    | Frinsa - MT Helmets - MSi     | KTM RC 250 GP | 14   | +121.645  | 19º     |       |

#### Ritirati
| Nº | Pilota           | Squadra                       | Motocicletta  | Giri | Griglia |
| -- | ---------------- | ----------------------------- | ------------- | ---- | ------- |
| 73 | Valentín Perrone | Red Bull KTM Tech3            | KTM RC 250 GP | 9    | 21º     |
| 19 | Scott Ogden      | CIP Green Power               | KTM RC 250 GP | 8    | 13º     |
| 82 | Stefano Nepa     | SIC58 Squadra Corse           | Honda NSF250R | 7    | 8º      |
| 64 | David Muñoz      | Liqui Moly Dynavolt Intact GP | KTM RC 250 GP | 6    | 1º      |
| 58 | Luca Lunetta     | SIC58 Squadra Corse           | Honda NSF250R | 4    | 6º      |
| 54 | Riccardo Rossi   | Rivacold Snipers Team         | Honda NSF250R | 1    | 14º     |